# Pero mithras
Pero mithras är en fjärilsart som beskrevs av Charles Oberthür 1912. Pero mithras ingår i släktet Pero och familjen mätare. Inga underarter finns listade i Catalogue of Life.